# モンキー・パンチ漫画活動大写真
モンキー・パンチ漫画活動大写真（モンキー・パンチまんがかつどうだいしゃしん）とは、2004年7月から2005年6月までWOWOWで放映された深夜アニメである。話数は全12回。

## 解説
『ルパン三世』以外のモンキー・パンチの短編作品をアニメ化したもの。本番組は週に一回ではなく月に一回放送された。放映時にはグラビアアイドルの実写パートが放映されたがDVDでは肖像権の関係で未収録という形になっている。

## 声の出演
- 岩崎ひろし
- 大塚芳忠
- 亀山助清
- 桐本拓哉
- 木村雅史
- こおろぎさとみ
- 郷里大輔
- 阪井あかね
- 重松朋
- 竹田雅則
- 藤原啓治
- 後藤哲夫
- マシューまさるバロン

…その他

## スタッフ
- 原作：モンキー・パンチ
- 統括：飯岡順一
- 番組構成：浦沢義雄、扇澤延男
- キャラクターデザイン：増田敏彦
- 音楽：椎名KAY太、水垣カエル
- 音響監督：清水洋史
- 選曲：合田豊
- 音響効果：横山正和（サウンドエフェクト）
- 総監督：大賀俊二
- 脚本：浦沢義雄、扇澤延男、柏原寛司、宮下隼一、大川俊道、曽田博久 他
- 制作：WOWOW、トムス・エンタテインメント

## ショートパート
- マンカツ猿（アニメオリジナル）
- ルパンたち（アニメオリジナル）
- 一宿一飯
- UPUPバルーン
- ザ・パニック（アニメオリジナル）
- 逆イソップ物語
- なぞなぞ（アニメオリジナル）
- オスメス（アニメオリジナル）

## ミニステージ（15分パート）
- 幕末ヤンキー（第1回～第3回）
- しらなみ（第4回～第6回）
犯罪者・しらなみがあらゆる手口で悪事を引き起こすドタバタ喜劇。
- ピンキー・パンキィ（第7回～第9回）
30世紀の未来を舞台に、女探偵ジュン・ジュンがチャーリーズ・エンジェルを思わせるアクションで事件を解決する。
- ダァティ・ジョォク（第10回～第12回）
魔示Q（男性）、ジャック（男性）、KOKO（女性）のマジシャン3人組が難事件を解決するミステリー。
- クライムナイト（DVDのみ収録）

## グランドステージ（30分パート）
- スパイ貴族（第1回）
- 透明紳士（第2回）
- 俺はカザノ派（第3回）
- アリス・ザ・ワイルド（第4回）
- どらきゅらクン（第5回）
- ミスター侍（第6回）
- アウト・サイダー（第7回）
- あるカポネ（第8回）
- リヴェンジャー（復讐屋）（第9回）
- ランダム乱（第10回）
- カラー・ガール（第11回）
- パンドラ（第12回）